# Volcán Suchiooc Grande
Volcán Suchiooc Grande är en vulkan i Mexiko.   Den ligger i delstaten Distrito Federal, i den sydöstra delen av landet, 40 km söder om huvudstaden Mexico City. Toppen på Volcán Suchiooc Grande är 3 193 meter över havet.
Terrängen runt Volcán Suchiooc Grande är kuperad norrut, men söderut är den bergig. Runt Volcán Suchiooc Grande är det tätbefolkat, med 276 invånare per kvadratkilometer. Närmaste större samhälle är Milpa Alta, 16,8 km nordost om Volcán Suchiooc Grande. I omgivningarna runt Volcán Suchiooc Grande växer huvudsakligen savannskog.